# Muhamed Mujkanović
Muhamed Mujkanović (Tuzla, 1941. – Tuzla, 9. siječnja 2015.) bio je poznati bosanskohercegovački pjevač sevdalinki i skladatelj novokomponirane narodne pjesme.
Glazbom se bavi od 1960. godine. Očuvao je od zaborava mnoge bosanske sevdalinke. Pripada generaciji bosanskohercegovačkih izvođača sevdalinki po kojima je BiH prepoznatljiva u svijetu. Snimio je oko 300 arhivskih snimaka narodne glazbe, 30 singlica, 20 video kaseta, 30 audio kaseta, a autor je i 40 vlastitih kompozicija. Dobitnik je mnogobrojnih priznanja.
Otac je dvaju sinova Damira i Igora koji su oboje umrli u kratkom vremenu jedan za drugim.
Sin Damir koji je bio profesor u Elektrotehničkoj školi u Tuzli tragično je poginuo u prometnoj nesreći. Sedam mjeseci poslije, preminuo je njegov brat Igor. Mujkanovićev sin Igor bio je rukometaš tuzlanske Sloboda Solane i diplomirani inženjer strojarstva, a preminuo je 2006. godine, u 24. godini života. Preminuo je tijekom kondicijskog treninga. Prijatelji i rodbina kažu da je Igor umro od prevelike tuge za bratom, jer ga je bratova smrt vrlo potresla.
Zaslugom pjevača Arifa Ahmetaševića koji je također pretrpio obiteljsku tragediju, Mujkanović poslije velike obiteljske tragedije nije prestao s pjevanjem.

## Festivali
- 1969. Soko Banja - "Zašto si tužna, ljubavi moja", prva nagrada publike
- 1969. Ilidža - "Proklet da je život cijeli", treća nagrada publike
- 1970. Ilidža - "Reci zbogom"
- 1971. Ilidža - "Cigane sviraj mi"
- 1975. Jugoslovenski festival Pariz - "Pustite me da je sanjam"
- 1975. Ilidža - "Mita stari"
- 1976. Ilidža - "Najljepša bulka"
- 1977. Ilidža - "Sokolova ljubav"
- 1979. Ilidža - "Hej, svirači"
- 1983. Ilidža - "Emina", pobjednička pjesma
- 1985. Manifestacija narodne muzike, Sarajevo - "Kono Ajko"
- 1987. Vogošća - "Moj sevdahu, jade pregolemi"
- 1988. Ilidža - "Prelijepa Bosna"
- 1988. Vogošća - "Sarajevska Baščaršija"
- 1990. Vogošća - "Zbogom"

## Diskografija

### Albumi
- 1983. – Emina

### Singlovi
- 1970. – Sama si tako htjela
- 1970. – Reci zbogom
- 1970. – Proklet da je život cijeli
- 1970. – Zašto si tužna ljubavi moja
- 1971. – Cigane sviraj mi
- 1972. – Ne kuni me dijete milo
- 1972. – Zašto noćas piješ
- 1973. – Grli me, ljubi me
- 1974. – Tuđa si žena bila
- 1974. – Lažljivica
- 1977. – Sokolova ljubav/Ah, te oči, ah, te usne

## Vanjske poveznice
- Sinoć u BKC - u Tuzla održan koncert  Muhamed Mujkanović i prijatelji   Arhivirana inačica izvorne stranice od 12. siječnja 2014. (Wayback Machine)
- Discogs.com – Muhamed Mujkanović (diskografija)
- Obilježena 7. godišnjica od smrti rukometaša Igora Mujkanovića - Mujke  Arhivirana inačica izvorne stranice od 11. siječnja 2014. (Wayback Machine)
- Imao sam priliku da osvetim ubijenu kćer  Arhivirana inačica izvorne stranice od 4. travnja 2010. (Wayback Machine)